# Ente Sportivo "Francesco Baracca" 1937-1938
Questa voce raccoglie le informazioni riguardanti l'Ente Sportivo "Francesco Baracca" nelle competizioni ufficiali della stagione 1937-1938.

## Rosa
| N. |                   | Ruolo | Calciatore         |
| -- | ----------------- | ----- | ------------------ |
|    | Italia (bandiera) | A     | Ettore Baruzzi     |
|    | Italia (bandiera) |       | Alfiero Camanzi    |
|    | Italia (bandiera) |       | Antonio Ceccoli    |
|    | Italia (bandiera) |       | Luigi Dalle Vacche |
|    | Italia (bandiera) |       | Antonio Ferrati    |
|    | Italia (bandiera) |       | Dario Foschini     |
|    | Italia (bandiera) |       | Mauro Mazzetti     |
|    | Italia (bandiera) |       | Alberto Mongardi   |
|    | Italia (bandiera) |       | Nino Negrini       |

| N. |                   | Ruolo | Calciatore      |
| -- | ----------------- | ----- | --------------- |
|    | Italia (bandiera) |       | Piero Panighi   |
|    | Italia (bandiera) |       | Ivo Preda       |
|    | Italia (bandiera) |       | Raul Ravaglia   |
|    | Italia (bandiera) |       | Claudio Reali   |
|    | Italia (bandiera) |       | Angelo Roversi  |
|    | Italia (bandiera) |       | Guelfo Saguatti |
|    | Italia (bandiera) |       | Sergio Spini    |
|    | Italia (bandiera) |       | Domenico Zardi  |